# Toro de Sogas de Pina de Ebro
El Toro de Sogas es un festejo popular taurino que se celebra en Pina de Ebro (Zaragoza) con motivo de la festividad de San Juan, el 24 de junio y fue declarado Fiesta de Interés Turístico de Aragón en 2008.

## Origen y evolución
El origen de esta fiesta se remonta a la reconquista, cuando, según una leyenda del primer tercio del siglo XII, los cristianos consiguieron expulsar a los musulmanes del municipio gracias a un toro bravo. Así lo cuenta la leyenda:
“...La noche de San Juan cuando los cristianos iban a sacar la procesión con el santo titular pero no pudieron hacerlo por la presencia de los árabes. Cuentan que entonces salió un toro bravo que arremetió contra los infieles huyendo despavoridos. Se celebró con salvas y los cofrades de San Juan decidieron que al año siguiente llevarían un toro en la procesión, abriendo camino a la peana del santo para rendirle tributo...”
Desde sus orígenes, la cofradía de San Juan ha sido la encargada de organizar y sufragar el festejo, además de acompañar al toro durante el transcurso del mismo. En 1609, sus ingresos se nutrían, de las cuotas de sus socios y de la actividad ganadera y agrícola que realizaba entre la que figura la venta de reses, lana, carne... 
Durante la Guerra de la Independencia sus finanzas se vieron mermadas debido a la pérdida de sus propiedades, sin embargo, siguió costeando el festejo mediante rifas que realizaba en la localidad.
En 1722, la cofradía renovó los estatutos y se introdujeron mejoras en la fiesta. Durante este siglo la tradición alcanzó su máximo esplendor.

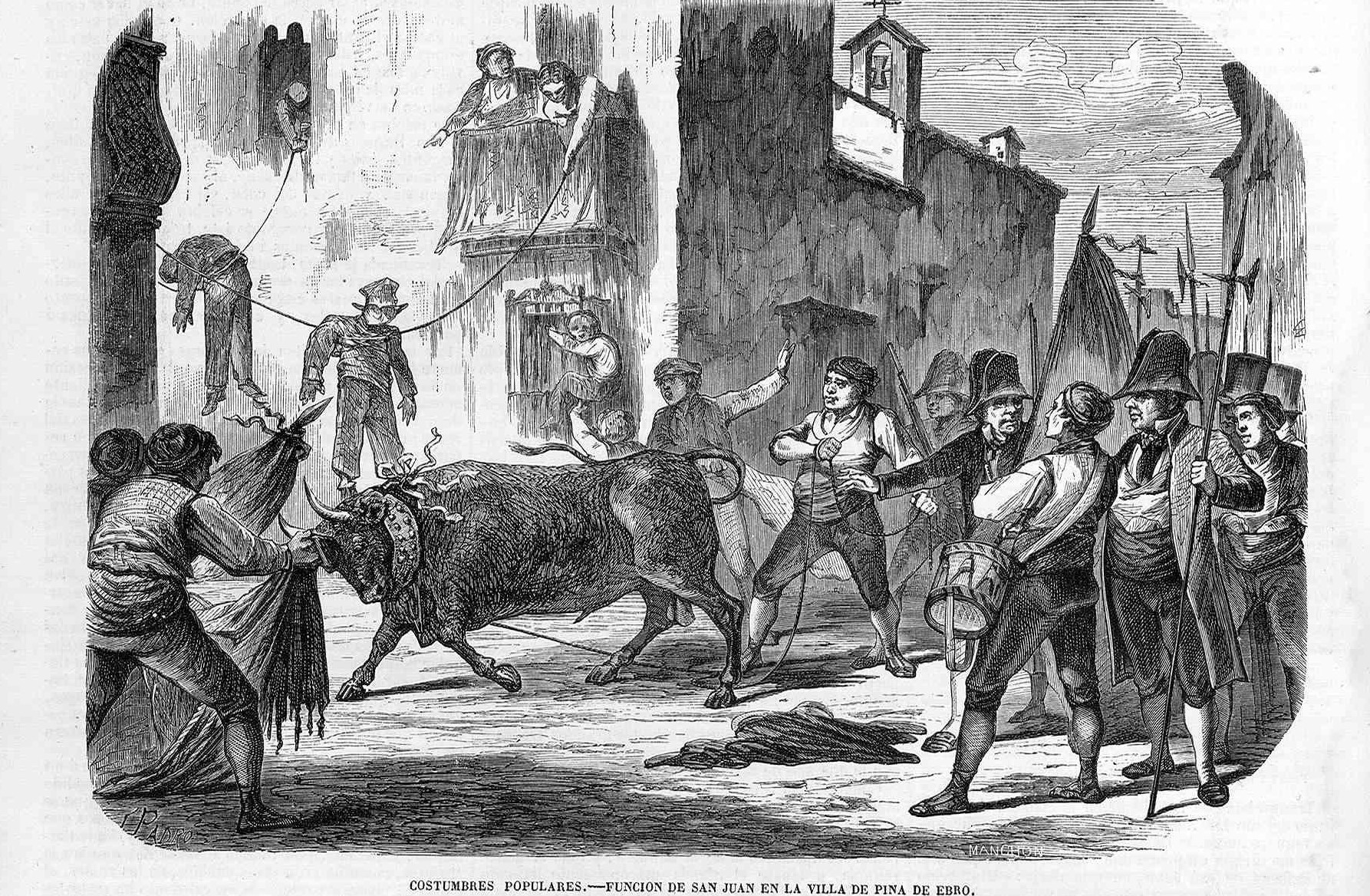
Función de San Juan en la villa de Pina de Ebro (1863)

El 5 de febrero de 1908, durante el reinado de Alfonso XIII, una Real Orden del Ministerio de Gobernación prohibió la celebración de corridas de toros o capeas cuando no participaran cuadrillas de toreros bien organizadas. Como consecuencia de dicha Orden, el toro ensogado de Pina de Ebro dejó de celebrarse y la cofradía se disolvió. Así se recogía: 

“...la costumbre arraigada en muchas localidades de organizar capeas o corridas de toros en calles y plazas públicas sin las precauciones necesarias para evitar desgracias personales exige V.S. adopte las medidas indispensables a fin de que no consienta en adelante esos peligrosos espectáculos.”.
Tras unos años sin celebrarse, en 1984 el consistorio recuperó el festejo con la voluntad de dar a conocer un acto que refleja parte de la identidad del pueblo, respetando las características que presentaba en la antigüedad, y continuando así hasta nuestros días.
En 2012 se creó la Asociación Cultural Toro de Sogas de Pina de Ebro. Entre sus objetivos se encuentra difundir y potenciar la fiesta del toro de sogas del municipio en colaboración con el consistorio.

## Descripción del festejo
Este festejo es una tradición muy antigua en la que se hace una procesión el día de San Juan. El toro de sogas, con un collarín de cintas y campanillas, encabeza la procesión atado por dos sogas, tiradas por dos grupos de mozos; una para delante y la otra para atrás.
Tras el toro y los mozos, se encuentran los cofrades, los albaraderos, los danzantes, las gaitas y tamboriles, el pendón de San Juan y la efígie del Santo. Cierran la comitiva la bandera de la cofradía y los mayordomos. 
El recorrido que se realiza se inicia en la Plaza de España para dirigirse hacia la Parroquia, continúa por la calle San Jorge, la Plaza de San Miguel, Fernando el Católico, Ramón y Cajal, calle del Sol, María del Ruste, Jaime Casús y San Cristóbal para llegar otra vez a la Plaza de España, lugar donde finalice el festejo. En ocasiones, si el toro no permite que se recorra todo el itinerario anteriormente descrito, se acorta por la calle del Sol hacia el lugar de finalización.
Finalizada la procesión, se retira el toro y se coloca la figura del santo en un lado de la plaza. A continuación, los cofrades se disponen en la plaza formando lo que se conoce como "caracola", disparando salvas al pasar por delante del Santo. Concluido este acto, se entra el Santo a la iglesia y se celebra la misa de cofrades.

### Pairos de San Juan
Los pairos son unos muñecos rellenos de paja que lucen ropajes estrafalarios y que se colocan por las calles por donde pasa el toro ensogado con la finalidad de provocar la distracción del mismo para que así pueda demostrar su bravura. Además, también se busca con la colocación de los pairos que el itinerario resulte atractivo y llamativo para los acompañantes del animal.

### Alabarderos
Los Alabarderos son un grupo formado por un mayordomo, cuatro sargentos, un abanderado y un reducido número de soldados que acompañan a San Juan durante la procesión.
El Real Cuerpo de Alabarderos fue fundado en 1504, si bien se conoce poco de estos hasta 1722, cuando en los nuevos estatutos de la Cofradía de San Juan se establece que deben llevar unos uniformes característicos. En 1984, con la recuperación de la fiesta, se recuperó su figura manteniendo los uniformes del siglo XVIII.

## Reconocimientos
- El 10 de abril de 2008, el Departamento de Industria, Comercio y Turismo del Gobierno de Aragón emitió una orden por la que se declaró el Toro de Sogas de Pina de Ebro como fiesta de interés turístico de Aragón.[11][12]